# Budziechów
Budziechów (niem. Baudach) – wieś w Polsce położona w województwie lubuskim, w powiecie żarskim, w gminie Jasień.
W latach 1975–1998 miejscowość administracyjnie należała do województwa zielonogórskiego.
Przez miejscowość przebiega droga wojewódzka nr 287.
Blisko Budziechowa przebiega południk 15° E, według którego mierzony jest czas środkowoeuropejski.
Miejsce urodzenia serbołużyckiego działacza narodowego, pastora Joachima Leopolda Haupta.
W pobliżu miejscowości był przystanek kolejowy Budziechów.

## Historia
Pierwsza wzmianka o Budziechowie pochodzi z 1348 roku. Kościół został wymieniony w 1346 roku.
Obecny zabytkowy kościół barokowy pochodzi z 1768 roku zbudowany przez mistrza z Lubska Christiana Krumpleta. Od strony wschodniej przylega neogotycka, ceglana wieża z 1882 roku, ufundowana przez Jerzego von Beerfelde. We wnętrzu znajdują się zachowane drewniane empory, oraz znajduje się neogotycka chrzcielnica z 1871 roku. Jest on zbudowany z kamienia, ostatnio został zeszpecony przez otynkowanie i stracił wiele ze swojego pierwotnego piękna. Jeszcze w 1705 roku pastor Tomasz Netke nie został zatrudniony w kościele ponieważ znał tylko język niemiecki. W najstarszej części wsi domy szczytami zwrócone są do drogi. Świadczy to o ich łużyckim pochodzeniu. Od 1482 roku przez środek wsi przebiegała granica sasko-branderburska. Jako wieś pasterska Budiechowe została odnotowana w XIII w. w miśnieńskich annałach. W tej granicznej wiosce urodził się Joachim Leopold Haupt – niemiecki duchowny i ludoznawca, który zebrał i wydał "Pieśni Górnych i Dolnych Łużyc". Był aktywistą Górnołużyckiego Towarzystwa Naukowego w Zgorzelcu. We wsi znajduje się klasycystyczny dwór z roku 1800.
Obecna nazwa została administracyjnie zatwierdzona 12 listopada 1946.

## Zabytki
Do wojewódzkiego rejestru zabytków wpisane są:
- kościół ewangelicki, obecnie rzymskokatolicki filialny pod wezwaniem św. Józefa Robotnika, z 1768 roku
- dwór.